# Włada
Włada – polskie imię żeńskie pochodzące od imienia Władysława.
Włada imieniny obchodzi 12 czerwca, 30 czerwca i 25 września.
Męskim odpowiednikiem tego imienia jest Władysław.
Znane osoby noszące to imię:
- Włada Majewska – polska dziennikarka radiowa, piosenkarka i aktorka[1].